# Učení letničních církví
Letniční hnutí vzniklo na začátku 20. století jako reakce na hnutí modernismu a náboženského liberalismu. Ve svém doktrinálním zakotvení si ponechalo základní kostru evangelikální ortodoxie.
Je nutné od sebe odlišovat Letniční hnutí a Charismatické hnutí, které z něj vychází.

## Historický vývoj
I když se některé předletniční zkušenosti objevovaly už před rokem 1900, nejznámější a nejdůležitější byla zkušenost na Azusa street č. p. 312. Poté se letniční hnutí rozšířilo do dále světa. První generální shromáždění, které mělo za cíl mimo jiné stanovit jednotící prvky v učení jednotlivých sborů bylo svoláno ve dnech 2.-12. dubna 1914. Tak vznikla denominace Assemblies of God (Boží sbory), které jsou až do dneška nejvlivnější a největší letniční církví.
V roce 1916, pak bylo schválené "Prohlášení základních pravd", které mělo zakotvené v preambuli, že se nechce stát vyznáním víry církve.
Tento dokument byl revidován v roce 1961.  Dále se o duchovní jednotu starala Komise pro doktrinální čistotu, jejíž stanoviska až do roku 1989 byla souhrnně vydána pod názvem Where we stand (Na čem stojíme).

## Hermeneutika

### Doslovná inspirace
V oddíle hermeneutiky se podíváme na učení o inspiraci. Dokumenty letniční ortodoxie stanoví bezvýhradnou důvěru v autoritu Božího slova. Tato idea je založena na myšlence sebeodhalujícího Boha. Poté se pak i hovoří o dvojím zjevení Božím - tzv. obecném zjevení (Prostřednictvím svého stvoření) a speciálním zjevení (v Ježíši Kristu a Božím slově). Myšlenka inspirace je založena na 2. Timoteovy 3,16, kde najdeme slovo theopneustos, což doslova znamená "vdechnout Bohem". Letniční teologie se obecně vymezuje vůči dynamické interpretaci nebo funkcionální interpretaci, známé z liberální teologie. Často je zdůrazňována pasáž z 2. Petrovy epištoly. "Toho si buďte především vědomi, že žádné proroctví v Písmu nevzniká z vlastního pochopení skutečnosti. Nikdy totiž nebylo vyřčeno proroctví z lidské vůle, nýbrž z popudu Ducha svatého mluvili lidé, poslaní od Boha.", kde je doloženo to, že pisatelé Nového i Starého zákona byli vedeni Duchem svatým.

### Neomylnost Písma
Letniční křesťané většinou věří v Neomylnost Písma.
Letniční také věří v kánon tak, jak je zachovaný ve standardní protestantské Bibli, tedy bez deuterokanonických knih a jakýchkoli pseudoepigrafů.

## Vlastní teologie
Víra v Boží Trojici (Otec , Syn a Duch svatý) je základním vyznáním letničních církví, i když se v historii vyskytovali letniční tzv. hnutí "Oneness", kteří Trojici popírali. Letniční věří, že Bible předpokládá Boží existenci, ale nijak ji nedokazuje. Proto se kloní k obecně známým argumentům o Boží existenci (Ontologický, Kosmologický, Teleologický a Morální s Estetickým). O Pánu Bohu věří, že je vševědoucí a všemohoucí a všudypřítomný.

## Christologie

### Kristova osoba
O Kristu letniční věří, že je věčný Boží Syn, zplozený Otcem přede všemi věky. Vidí ho také, jako autora všeho stvoření, skrze nějž bylo všechno stvořeno i pro něj. Věří také, že Ježíš není pouze Bohem, ale také plně člověkem. Je zároveň nositelem božských i lidských vlastností. V Kristu tedy přebývá plné božství i plné lidství.

### Úřady Ježíše Krista
Letniční věří, že Kristovy úřady jsou prorok, kněz a král.

### Dílo Ježíše Krista
Ježíš Kristus svým příchodem vyprázdnil sám sebe (kenósis) Kristova smrt nebyla jen obyčejnou smrtí. "Kristus zemřel za naše hříchy podle Písem." Bible je plná odkazů na Kristův kříž a to nejen v evangeliích. Je centrem všech Pavlových listů. Na Kříži bylo dílo vykoupení završeno.

### Kristovo vzkříšení
Letniční se obrací vůči každému, kdo by tvrdil, že Ježíš jen omdlel, nebo že měli učedníci hromadnou halucinaci. Věří v opravdové vzkříšení Ježíšova těla.

## O Pádu člověka

### O stvoření
Člověk byl stvořen k obrazu Božímu. Věřící letničního typu většinou zastávají kreacionistický pohled na stvoření, i když jsou schopni ocenit upřímnost teistických evolucionistů. Klasickou evoluční teorii však odsuzují a staví se proti ní.

### O původu zla
Letniční věří, že Bůh zlo nestvořil nicméně se tu ukázalo zneužitím svobody člověka. Následkem hříchu byl porušen základní vztah mezi Bohem a člověkem. Člověk musí nést následky svého hříchu. Také se dále věří, že hříchem byla poskvrněna také příroda.

## Soteriologie

### Kristova smírčí oběť na Golgotě
Už ve Starém Zákoně byl stěžejní princip oběti. Obětovala se všelijaká zvířata i potraviny na znamení usmíření Božího hněvu. Kristova oběť je pak takovou dokonalou obětí. Když jsme byli prokletí a vzdálení od Boha, Kristus zemřel za všechny podle Písem. Kristova krev smývá naše hříchy a činí nás opět blízkými Bohu.

### Obrácení
Letniční církve kladou důraz na osobní prožitek obrácení se k Bohu skrze pokání.

## Nauka o svátostech
Společně s ostatními protestanty se uznávají dvě svátosti, a to Křest ponořením na vyznání víry a Večeře Páně.

## Křest Duchem svatým
Křesťanské církve letničního typu kladou veliký důraz na křest Duchem svatým. Nevidí ho ale jen jako nástroj posvěcení nebo snad jen jakýsi pomocný aspekt naší cesty k dokonalému křesťanství. Vidí ho jako nástroj k službě, zmocnění a vystrojení.

### Obecné učení o křtu Duchem

#### Zaslíbení Ducha svatého
"Hle, sesílám na vás, co slíbil můj Otec; zůstaňte ve městě, dokud nebudete vyzbrojeni mocí z výsosti.“ L 24,49 je jedním z citovaných zaslíbení Pána Boha o přijetí Ducha svatého a zvláštního pomazání. Skutky 1:4-5 čtou: "Čekejte, až se splní Otcovo zaslíbení, o němž jste ode mne slyšeli. Jan křtil vodou, vy však budete pokřtěni Duchem svatým, až uplyne těchto několik dní." Skutky 1:8 pak: "...dostanete sílu Ducha svatého, který na vás sestoupí, a budete mi svědky v Jeruzalémě a v celém Judsku, Samařsku a až na sám konec země." Letniční tvrdí, že tato zaslíbení byla dána učedníkům, kteří již poznali Pána jako Spasitele a jejich jména byla už zapsána v nebesích

#### Přijetí křtu Duchem
Křest Duchem se přijímá pouhou vírou v Kristovo zaslíbení.

### Znamení provázející křest Duchem
Znamením provázejícím přijetí Ducha svatého a Jeho pomazání je tzv. mluvení v jazycích (ř.glossolalia). Apoštolská a jiné církve se pak odvolávají především na knihu Skutků apoštolských, kde se jev objevuje.

## Posvěcení
V církvích tohoto ražení se učí, že posvěcení je zároveň okamžitý akt v momentě obrácení, (děje se tak skrze moc Kristovy krve), ale také celoživotní pouť a úsilí o život bližší a bližší Kristovu evangeliu. Není to však jen nějaká odevzdanost bez vlastní námahy. "Naším úkolem je aktivně ve víře umrtvovat své pozemské sklony: smilstvo, necudnost, vášeň, zlou touhu a hrabivost (Ko 3:5)". Letniční zdůrazňují, že součástí křesťanova života je také vítězství nad hříchem, nicméně není možné dosáhnout naprosté dokonalosti v tomto životě´.

## Eklesiologie
V letniční eklesiologii hraje největší roli důraz na službu. Nevnímají církev jako instituci pro sacramentalismus či ritualismus, ale jako společenství Kristova těla, kde Kristus je nejvyšší hlava církve a jednotliví křesťané jsou údy jeho těla a proto mají také specifická obdarování. Právě ohledně darů se Assemblies a ostatní soustřeďují nejvíce. Křesťané letničního vyznání věří ve všeobecné kněžství věřících, ze kterých si pak Pán Bůh speciálně povolává ty, které vyvolil ke službě Božím slovem.

## Uzdravení nemocí
Letniční věří, že nemoci přišly do světa spolu s Velkým Pádem v zahradě Eden a proto jsou součástí vykoupení, které nám přinesl Kristus. Nadpřirozené uzdravení je tedy součástí Evangelia. Při uzdravení hraje klíčovou roli víry nemocného (toto je dokazováno z uzdravování v Písmu, kde ti, kdo jsou uzdravování se například chytí Ježíšova pláště a pod. ).

## Eschatologie
Věřící věří ve všeobecné vzkříšení, které bude doprovodným znakem Ježíšova viditelného druhého příchodu. Většina jich věří ve vytržení a fyzickou vládu Krista v tisíciletém království a Kristův boj s Antikristem. Konec časů pak signalizuje Boží soud.